# Bronislava Nijinska
Bronislava Nijinska (Minsk, 8 de janeiro de 1891 — Los Angeles, 21 de fevereiro de 1972) foi uma dançarina, coreógrafa e professora de balé russa e uma das figuras mais influentes da dança do início do século XX.

## Biografia
De origem polaca, era filha de Thomas Lavrentevich Nijinsky e Eleonora Bereda Nijinsky, ambos dançarinos poloneses, e irmã mais nova do grande dançarino Vaslav Nijinsky. Nasceu na cidade de Minsk, na época pertencente ao Império Russo, atualmente Bielorrússia.
Iniciou sua caminhada como bailarina aos 4 anos ao participar de um recital de natal com seus irmãos em Nizhny Novgorod. Estudou com Enrico Cecchetti antes de ingressar na escola do Ballet Imperial de São Petersburgo, onde se graduou em 1908 com distinção. Teve as primeiras atuações profissionais como dançarina no teatro Mariinsky.
Em 1910, após ser assistida por Serguei Diaghilev, foi convidada junto com seu irmão para participar do corpo de dançarinos do Ballets Russes em uma temporada em Paris. De 1910 a 1913, trabalhou para Diaghilev, com destaque para os balés "Carnaval" (1910) e "Petrushka" (1911), com corografia de Mikhail Fokine.
Em 1914, a pedido de seu irmão foi para Londres trabalhar na companhia de dança aberta por ele. Devido a problemas pessoais de seu irmão, a companhia teve vida curta.
Em 1915 volta para Kiev, onde se apresenta como bailarina do Kiev Opera Ballets. Em 1919 abre uma escola de danças em Kiev. É o início de sua vida como coreógrafa. Serge Lifar é um dos seus primeiros alunos.
Abandona a Rússia em 1920 e vai para Paris, onde é convidada para trabalhar no Ballets Russes como coreógrafa por Serguei Diaghilev. Nesta companhia produz célebres coreografias até 1926, quando sai.
A mais importante criação da russa Bronislava Nijinska foi Les Noces(1923), coreografia de música homônima de Igor Stravinsky (1882-1971) com figurinos e cenários de Natalia Gontcharova (1881-1962). Este balé retrata um casamento tradicional de camponeses russos apresentado em quatro movimentos. Les Noces pode ser considerado um marco de inovação artística, por sua peculiar geometria de movimentos e sua austeridade cênica, aliadas à originalidade da composição de Stravinsky. Foi o primeiro balé constituído sob um olhar feminino, incorpora à dança o movimento de rituais nupciais da Rússia antiga, explorando novas possibilidades do corpo de baile e novos acentos à linguagem clássica. O balé original já foi executado por companhias como Oakland Ballet Company, Les Grands Ballets Canadiens, Compañía Nacional de Danza (Cuba), Royal Ballet (Inglaterra), Wiener Staatsoper, Dance Theater of Harlem, Joffrey Ballet e Balé do Teatro Municipal do Rio de Janeiro, entre muitas outras. Coreógrafos como Maurice Béjart, Jerome Robbins, Jirí Kylián e Angelin Preljocaj realizaram novas versões de Les Noces.
Trabalhou de 1927 até 1929 no Ballet de Paris e em uma temporada (1928 a 1929) para Ida Rubinstein como coreógrafa.
Na temporada de 1930 a 1931 ela trabalhou para a companhia de Ópera Russa, em Paris.
Nijinska dirigiu, de 1932 a 1934, a sua própria companhia de balé denominada "Balés Poloneses de Paris".
Em 1935 trabalhou para a companhia Balés Russos de Monte Carlo.
No ano de 1938 migra para os Estados Unidos. Fixou-se em Los Angeles, onde abre uma escola de balé. Passa a trabalhar com diversas companhias americanas e europeias como coreógrafa convidada.
Nijinska casou-se duas vezes e teve um casal de filhos. O filho varão morreu jovem em um acidente de carro, e sua filha tornou-se a sua herdeira, perpetuando o seu trabalho.
No dia 21 de fevereiro de 1972 morreu de insuficiência cardíaca em Pacific Palisades, Los Angeles, Califórnia.

## A Dançarina
Seu primeiro solo como bailarina deu-se no papel de Papillon em Le Carnival (Carnaval), no ano de 1910, em Paris. Em seguida dançou em Petrouska. Ambos os balés com música de Igor Stravinsky e coreografia de Mikhail Fokine.
Era possuidora de uma técnica apurada e conhecida pelos seus saltos graciosos.

## A Coreógrafa
Sua primeira criação como coreógrafa foi para o balé "Tabakerka", apresentado em 1915 em Petrogrado, antiga São Petersburgo.
Nijinska introduziu em suas coreografias movimentos geométricos e angulares, e dançarinos organizados no palco como grupos interativos, tal qual movimentos que lembram atividades esportivas.
Suas coreografias caracterizam-se por uma teatralidade completa, em firmes movimentos rítmicos e com integração completa entre cenários e danças.

## Principais coreografias
Nenhum outro coreógrafo trabalhou com tantos artistas de comprovada genialidade, inspiração e competência como Nijiinska. Basta uma leitura nos nomes abaixo para comprovar esta afirmação.
Criações conjuntas
- 1922 Renard com música de Igor Stravinsky, cenários e costumes de Mikhail Larionov
- 1923 Les Noces com música de Igor Stravinsky, cenários e costumes de Natalia Goncharova e Marie Laurencin
- 1923 Les Tentations de la bergère com música de Monteclair, cenários e costumes de Juan Gris
- 1924 Les Biches com música de Francis Poulenc, cenários e costumes de Natalia Goncharova e Marie Laurencin
- 1924 Les Fâcheux com música de Georges Auric , cenários e costumes de Georges Braque
- 1924 Le Train Bleu com música de Darius Milhaud, costumes de Henri Laurens e Coco Chanel, cenários de Pablo Picasso
- 1926 Les Fâcheux com música de Georges Auric , cenários e costumes de Georges Braque
- 1926 Romeo et Juliette  com música de Constant Lambert, cenários e costumes de Max Ernst e Juan Miró
- 1928 Le Baiser de la Fée com música de Igor Stravinsky, cenários e costumes de Alexandre Benois
- 1928 Bolero com música de Maurice Ravel , cenários e costumes de Alexandre Benois
- 1929 La Valse com música de Maurice Ravel , cenários e costumes de Alexandre Benois
- 1929 Aubade com música de Francis Poulenc, cenários e costumes de Jean-Michel Frank
- 1935 Sonho de uma Noite de Verão (A Midsummer Night's Dream) filme de Max Reinhardt baseado na peça homônima de William Shakespeare, na cena de balé, com música de Felix Mendelssohn.
- 1945 Les variations de Brahms com música de Johannes Brahms, cenários e costumes de Nijinska

Outras criações
- 1931 Etudes chorégraphiques
- 1932 Hamlet
- 1932 Variations
- 1937 Le Chant de la Terre
- 1937 La Légende de Cracovie